# Кардона, Хуан
Хуан Карлос Кардона — колумбийский бегун на длинные дистанции, который специализируется в марафоне. На олимпийских играх 2012 года занял 83-е место в марафоне с результатом 2:40.13. На олимпийских играх 2008 года занял 43-е место в марафоне с результатом 2:21.57. Победитель Буэнос-Айресского марафона 2007 года с результатом 2:16.06.
Личный рекорд в марафоне — 2:13.29, был установлен 16 октября 2010 года на марафоне в Балтиморе.
Занял 28-е место на чемпионате мира 2003 года.